# Amano Megumi wa Sukidarake!
Amano Megumi wa Sukidarake! (天野めぐみはスキだらけ!?   «Megumi Amano está llena de aperturas!») es un manga shōnen escrito e ilustrado por Nekoguchi. Comenzó la serialización en la revista Shōnen Sunday Super de Shōgakukan en agosto de 2015 y publicado hasta noviembre del mismo año. Fue transferido a Weekly Shōnen Sunday en diciembre de 2015.

## Argumento
Manabu Shindo es un adolescente que trabaja duro tratando de entrar a la Universidad de Tokio. Sin embargo, sus intentos de estudiar siempre se ven obstaculizados por su amiga de la infancia, Megumi Amano, que siempre es descuidada a su alrededor y le da a Manabu algunas vistas privilegiadas de su cuerpo curvilíneo. Como resultado, esto lo lleva a una serie de situaciones cómicas.

## Manga
Amano Megumi wa Sukidarake! es escrito e ilustrado por Nekoguchi. Inició su publicación en la edición de octubre de la revista Shōnen Sunday Super de Shōgakukan lanzada el 25 de agosto de 2015 y publicado en dicha revista hasta el 25 de noviembre de 2015. Posteriormente fue transferido al semanario Shōnen Sunday, donde comenzó a publicarse en el tercer número de 2016 lanzado el 16 de diciembre de 2015. El primer volumen en formato tankōbon fue publicado el 18 de marzo de 2016.

### Lista de volúmenes
| N.º | Fecha de lanzamiento    | ISBN original      |
| --- | ----------------------- | ------------------ |
| 1   | 18 de marzo de 2016     | ISBN 9784091270078 |
| 2   | 17 de junio de 2016     | ISBN 9784091271785 |
| 3   | 18 de agosto de 2016    | ISBN 9784091273208 |
| 4   | 12 de octubre de 2016   | ISBN 9784091274151 |
| 5   | 18 de enero de 2017     | ISBN 9784091274861 |
| 6   | 18 de abril de 2017     | ISBN 9784091275592 |
| 7   | 18 de julio de 2017     | ISBN 9784091276681 |
| 8   | 18 de octubre de 2017   | ISBN 9784091278593 |
| 9   | 18 de diciembre de 2017 | ISBN 9784091278876 |
| 10  | 16 de marzo de 2018     | ISBN 9784091280923 |
| 11  | 18 de junio de 2018     | ISBN 9784091282552 |
| 12  | 17 de agosto de 2018    | ISBN 9784091283825 |
| 13  | 16 de noviembre de 2018 | ISBN 9784091285782 |
| 14  | 18 de febrero de 2019   | ISBN 9784091287878 |
| 15  | 17 de mayo de 2019      | ISBN 9784091291486 |
| 16  | 18 de julio de 2019     | ISBN 9784091292995 |
| 17  | 18 de octubre de 2019   | ISBN 9784091294319 |
| 18  | 17 de enero de 2020     | ISBN 9784091295453 |